# Лілла-Едет
Лілла-Едет (швед. Lilla Edet) — містечко (tätort, міське поселення) у центральній Швеції в лені Вестра-Йоталанд. Адміністративний центр комуни  Лілла-Едет.

## Географія
Містечко знаходиться у західній частині лена Вестра-Йоталанд за 439 км на південний захід від Стокгольма.

## Історія
Поселення під назвою Едет вперше згадується в письмових джерелах у XVI столітті.
Дерев'яна забудова містечка зазнала значних руйнувань під час пожежі 25 червня 1888 року. 
У 1951 році Лілла-Едет отримав статус чепінга.

## Герб міста
Гербом торговельного містечка (чепінга) Лілла-Едет у 1956-1970 роках було зображення в золотому полі двох синіх вигнутих боковиків, двох червоних крокв і червоного млинського колеса. 
Після адміністративно-територіальної реформи, проведеної в Швеції на початку 1970-х років, муніципальні герби стали використовуватися лишень комунами. Цей герб не був 1971 року перебраний для нової комуни Лілла-Едет і вийшов із вижитку. 

## Населення
Населення становить 3 914 мешканців (2018). 

## Спорт
У поселенні базуються футбольні клуби «Едет» ФК, «Йота» БК, «Вестерланда» ГоІФ та інші спортивні організації.

## Галерея

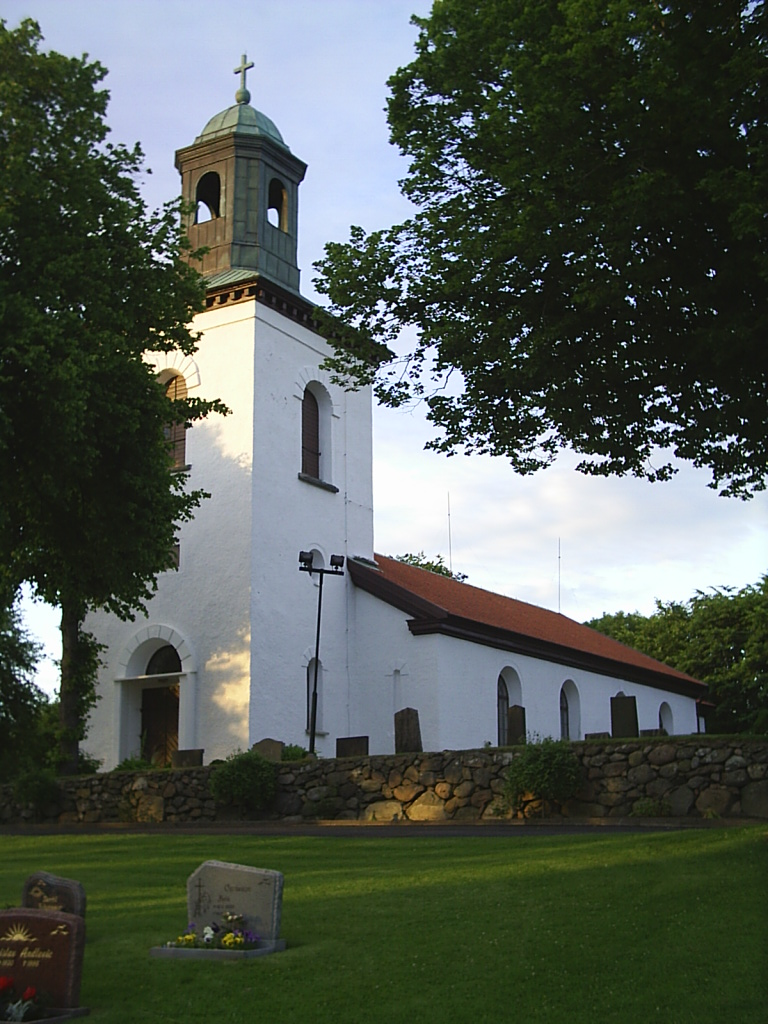
Церква
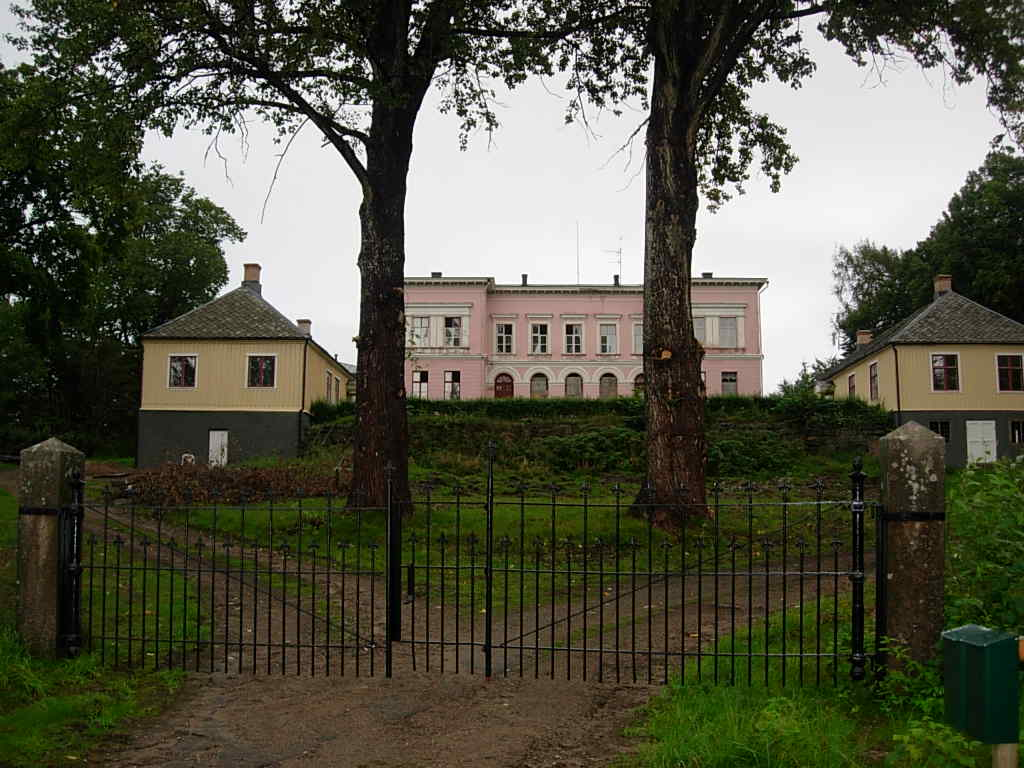
Садиба Стрем
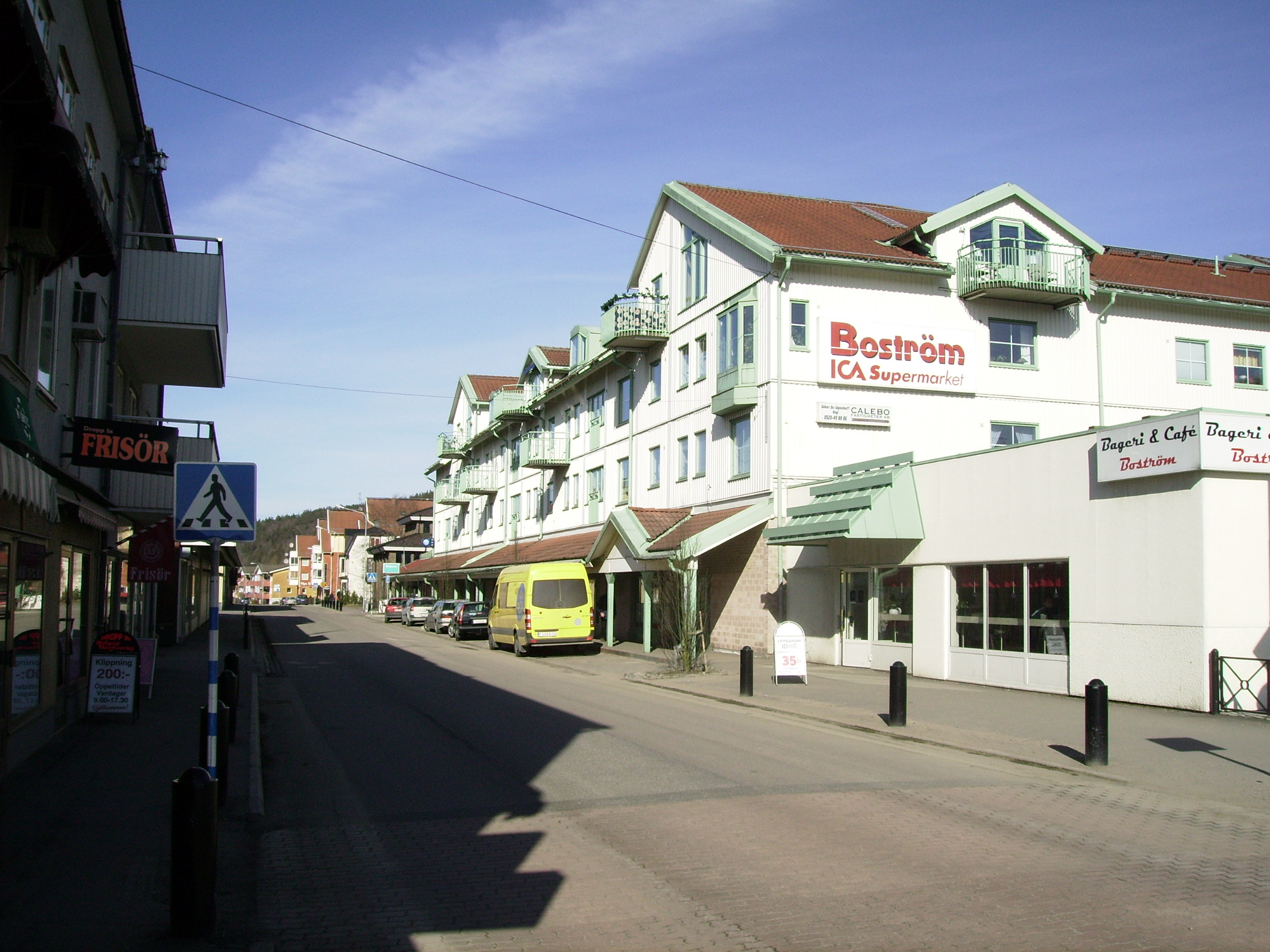
У центрі міста

## Покликання
- Сайт комуни Лілла-Едет[недоступне посилання з вересня 2019]